# 癪
癪（しゃく）とは、近代以前の日本において、原因が分からない疼痛を伴う内臓疾患を一括した俗称。積（せき）ともいい、疝気とともに疝癪（せんしゃく）とも呼ばれた。

## 概要
平安時代に書かれた『医心方』では、陰陽の気が内臓の一部に集積して腫塊となって様々な病状を発するとし、内臓に積んだ気が腫瘤になって引き起こされるのが癪であるとされていた。また、徳川家康も晩年は「腹中の塊」に悩まされた（医師・片山宗哲の記録）と伝えられており、腹中の（腫）塊すなわち癪の正体を日本人の代表的な死因とされている胃癌とする説が有力である。
その一方で、胃癌の症状とは異なる別の「癪」の存在も知られており、特に下腹部・下半身の内臓の痛みを「疝気」と呼んだのに対して胸部・上半身の内臓の痛みを癪と広く呼ばれていたことが知られている。そのため、心筋梗塞や腹膜炎、痙攣をともなうヒステリーなどの精神的な疾患も原因の分からないものについては広く「癪」として扱っていたと考えられている。

## 持病の癪
時代劇や落語などで用いられる台詞に「持病の癪（しゃく）が…」というのがある。
この「癪」とは、胸や腹のあたりに起こる、激痛の総称である。胆石症、胃痛、虫垂炎（盲腸）、生理痛などから来る腹痛すべてが癪と呼ばれた。